# LZ 33
Il dirigibile LZ 33 era un dirigibile di tipo rigido, ricoperto in stoffa di cotone impermeabile, costruito in Germania dalla Luftschiffbau Zeppelin di Friedrichshafen negli anni dieci del XX secolo per scopi militari. Il dirigibile andò perduto il 5 marzo 1915 alla sua ventiduesima missione.

## Storia del progetto
Lo  LZ 33 (designazione della marina imperiale tedesca L 8) fu costruito presso la Luftschiffbau Zeppelin di Friedrichshafen ed andò in volo per la prima volta il 17 dicembre 1914 a prima guerra mondiale iniziata. Il dirigibile LZ 33 fu consegnato alla Kaiserliche Marine che lo immise in servizio con la sigla ottica L 8. Di stanza a Düsseldorf venne utilizzato principalmente per ricognizioni sul fronte occidentale. Il suo primo comandante, dal 22 dicembre 1914, fu il Kapitänleutnant Konradin Meyer, sostituito il gennaio 1915 dal Kapitänleutnant Helmut Beelitz. Il 25 febbraio 1915, insieme allo LZ 37 dell'esercito di base a Zellik e allo LZ 38 di base a Evere, vicino a Bruxelles, il dirigibile fu inviato in missione di bombardamento, presumibilmente verso Londra, ma a causa dei forti venti contrari sulle Fiandre Occidentali, Beelitz decide di ritornare indietro e lo L 8 arrivò il 27 febbraio 1915 nella nuova base dell'esercito a Gontrode, nelle Fiandre Orientali.
Dopo alcuni giorni trascorsi a Gontrode, Beelitz venne informato che l'esercito avrebbe dovuto usare la base e fece caricare il dirigibile con 70 bombe incendiarie e decollò nel pomeriggio del 5 marzo 1915 per bombardare l'Essex.
Beelitz ebbe difficoltà a determinare la sua posizione, ma riuscì a sfondare la coltre di nuvole sopra Bruges e poi nuovamente, alle 9:00 vicino a Ostenda. Da un'altezza di 300 metri, il dirigibile lanciò un razzo di segnalazione a 5 km a ovest di Ostenda, ma quando attraversò la linea del fronte troppo basso nei pressi di Nieuwpoort, i belgi iniziarono a colpire il dirigibile con mitragliatrici e l'artiglieria. Con quattro celle contenenti l'idrogeno gravemente danneggiate, il comandante Beelitz decide di interrompere la missione e tornare indietro verso Düsseldorf.
Tuttavia, il motore anteriore ebbe problemi di raffreddamento dell'acqua, e lo stesso ebbe anche il motore posteriore sinistro. Verso le 01:00 il dirigibile effettuò un atterraggio di emergenza nel villaggio di Wommersom vicino a Tienen nel Brabante Fiammingo, a est di Bruxelles.
Il timone e la gondola di poppa impigliarono gli alberi e quando la prua colpì una fila di pioppi, parte dell'equipaggio fu sbalzato fuori dalla gondola di prua.
Ci sono informazioni molto contrastanti sull'incidente, ma delle 21 persone a bordo, solo una probabilmente morì a causa delle ferite riportate, l'ingegnere Friedrich Bense. L'equipaggio ancorò l'aeronave danneggiata, ma nel giro di poche ore la tempesta la danneggiò così gravemente che successivamente dovette essere demolita.

## Utilizzatori
Germania
- Kaiserliche Marine

### Annotazioni
1. ↑  Si dice che anche il Kapitänleutnant Beelitz abbia sofferto di un'emorragia interna e che ciò abbia posto fine alla sua carriera di comandante di dirigibile; in seguito, però, ottenne un impiego presso l'Ammiragliato.

### Fonti
1. 1 2 3 4  Brooks 1992, p.77.
2. 1 2  Brooks 1992, p.76.
3. 1 2 3 4  Robinson 1980, p.388.
4. ↑  Robinson 1980, p.90.
5. 1 2 3  Robinson 1980, p.91.
6. 1 2  Robinson 1980, p.92.
7. ↑  Lehmann 1936, p.91-92.